# Runkolinja 20
La ligne 20 (finnois : Runkolinja 20) est une ligne de bus à haut niveau de service du réseau des bus de la région d'Helsinki en Finlande.
La ligne 20 est entrée en service le 16 août 2021.

## Parcours
La Runkolinja 20 circule à Helsinki entre Eira–Kamppi et Munkkivuori.